# Segunda División de Costa Rica 2005-06
La temporada 2005-06 de la Segunda División de Costa Rica fue la edición 84° del torneo de liga de fútbol de dicho país, iniciando en agosto de 2005 y finalizando en mayo de 2006.

## Sistema de competición
El torneo de la Segunda División está conformado en dos partes:
- Fase de clasificación: Se integra por las 30 jornadas del torneo.
- Fase cuadrangular: Se integra por los cuatro clubes mejor ubicados de cada grupo.
- Fase final: Se integra por los dos mejores clubes de las cuadrangulares.

### Fase de clasificación
En la fase de clasificación se observará el sistema de puntos. La ubicación en la tabla general está sujeta a lo siguiente:
- Por juego ganado se obtendrán tres puntos.
- Por juego empatado se obtendrá un punto.
- Por juego perdido no se otorgan puntos.

En esta fase participan los 22 clubes de la Segunda División jugando en cada torneo todos contra todos durante las 30 jornadas respectivas, a visita recíproca.
El orden de los clubes al final de la fase de calificación del torneo corresponderá a la suma de los puntos obtenidos por cada uno de ellos y se presentará en forma descendente. Si al finalizar las 30 jornadas del torneo, dos o más clubes estuviesen empatados en puntos, su posición en la tabla general será determinada atendiendo a los siguientes criterios de desempate:
1. Mayor diferencia positiva general de goles. Este resultado se obtiene mediante la sumatoria de los goles anotados a todos los rivales, en cada campeonato menos los goles recibidos de estos.
2. Mayor cantidad de goles a favor, anotados a todos los rivales dentro de la misma competencia.
3. Mejor puntuación particular que hayan conseguido en las confrontaciones particulares entre ellos mismos.
4. Mayor diferencia positiva particular de goles, la cual se obtiene sumando los goles de los equipos empatados y restándole los goles recibidos.
5. Mayor cantidad de goles a favor que hayan conseguido en las confrontaciones entre ellos mismos.
6. Como última alternativa, el ente organizador realizaría un sorteo para el desempate.

### Fase cuadrangular
Al término de las 30 jornadas en la primera fase, los cuatro equipos mejores ubicados de cada grupo disputan la cuadrangular, y el equipo que obtenga el liderato se asegura un puesto en la final por el ascenso. En total se desarrollarán 6 fechas de visita recíproca.
El conjunto vencedor del torneo recibirá la promoción a la Primera División.

## Fase de clasificación

### Grupo A
| Pos. | Equipo               | Pts. | PJ | PG | PE | PP | GF | GC | Dif. |
| ---- | -------------------- | ---- | -- | -- | -- | -- | -- | -- | ---- |
| 1.º  | San Carlos           | 65   | 30 | 19 | 8  | 3  | 64 | 27 | 37   |
| 2.º  | Cartagena            | 60   | 30 | 18 | 6  | 6  | 58 | 31 | 27   |
| 3.º  | Saprissa de Corazón  | 52   | 30 | 16 | 4  | 10 | 46 | 30 | 16   |
| 4.º  | Guanacasteca         | 49   | 30 | 14 | 7  | 9  | 46 | 43 | 3    |
| 5.º  | Belén                | 48   | 30 | 13 | 9  | 8  | 51 | 42 | 9    |
| 6.º  | Alfaro Ruiz          | 46   | 30 | 13 | 7  | 10 | 52 | 48 | 4    |
| 7.º  | Municipal Puntarenas | 32   | 30 | 9  | 5  | 16 | 42 | 56 | −14  |
| 8.º  | Grecia               | 30   | 30 | 8  | 6  | 16 | 33 | 47 | −14  |
| 9.º  | Puriscal             | 30   | 30 | 9  | 3  | 18 | 47 | 67 | −20  |
| 10.º | Puntarenense         | 28   | 30 | 6  | 10 | 14 | 40 | 60 | −20  |
| 11.º | El Roble             | 28   | 30 | 8  | 4  | 18 | 38 | 59 | −21  |

|  | Clasifica a la cuadrangular |
|  | Repechaje de permanencia    |

### Grupo B
| Pos. | Equipo              | Pts. | PJ | PG | PE | PP | GF | GC | Dif. |
| ---- | ------------------- | ---- | -- | -- | -- | -- | -- | -- | ---- |
| 1.º  | Paraíso             | 49   | 30 | 14 | 7  | 9  | 48 | 46 | 2    |
| 2.º  | Univ. de Costa Rica | 48   | 30 | 13 | 9  | 8  | 43 | 36 | 7    |
| 3.º  | Coto Brus           | 46   | 30 | 13 | 7  | 10 | 59 | 47 | 12   |
| 4.º  | Limonense           | 45   | 30 | 12 | 9  | 9  | 55 | 53 | 2    |
| 5.º  | Uruguay             | 42   | 30 | 11 | 9  | 10 | 45 | 43 | 2    |
| 6.º  | Goicoechea          | 41   | 30 | 12 | 5  | 13 | 45 | 39 | 6    |
| 7.º  | Turrialba           | 40   | 30 | 9  | 13 | 8  | 41 | 36 | 5    |
| 8.º  | Cariari             | 38   | 30 | 9  | 11 | 10 | 46 | 42 | 4    |
| 9.º  | Barrio México       | 36   | 30 | 8  | 12 | 10 | 33 | 37 | −4   |
| 10.º | Sagrada Familia     | 29   | 30 | 8  | 5  | 17 | 30 | 49 | −19  |
| 11.º | Osa                 | 26   | 30 | 6  | 8  | 16 | 34 | 58 | −24  |

|  | Clasifica a la cuadrangular |
|  | Repechaje de permanencia    |

## Fase cuadrangular

### Grupo 1
| Pos. | Equipo              | Pts. | PJ | PG | PE | PP | GF | GC | Dif. |
| ---- | ------------------- | ---- | -- | -- | -- | -- | -- | -- | ---- |
| 1.º  | San Carlos          | 10   | 6  | 2  | 4  | 0  | 11 | 7  | 4    |
| 2.º  | Univ. de Costa Rica | 9    | 6  | 2  | 3  | 1  | 9  | 8  | 1    |
| 3.º  | Limonense           | 8    | 6  | 2  | 2  | 2  | 12 | 13 | −1   |
| 4.º  | Saprissa de Corazón | 3    | 6  | 0  | 3  | 3  | 8  | 12 | −4   |

|  | Clasifica a la final |

### Grupo 2
| Pos. | Equipo       | Pts. | PJ | PG | PE | PP | GF | GC | Dif. |
| ---- | ------------ | ---- | -- | -- | -- | -- | -- | -- | ---- |
| 1.º  | Cartagena    | 10   | 6  | 2  | 4  | 0  | 13 | 10 | 3    |
| 2.º  | Paraíso      | 9    | 6  | 2  | 3  | 1  | 6  | 5  | 1    |
| 3.º  | Guanacasteca | 5    | 5  | 1  | 2  | 2  | 6  | 7  | −1   |
| 4.º  | Coto Brus    | 4    | 5  | 1  | 1  | 3  | 6  | 9  | −3   |

|  | Clasifica a la final |

## Fase final

### Repechaje de permanencia

#### El Roble - Osa
Los partidos se disputaron los días 19 de marzo la ida y 25 de marzo la vuelta.
Jugaron la ronda de repechaje un total de dos equipos: el ganador permanece en Segunda División.
| Equipo 1 | Agr. | Equipo 2 | Ida | Vuelta |
| -------- | ---- | -------- | --- | ------ |
| El Roble | 4–3  | Osa      | 2–1 | 2–2    |

### Final por el ascenso

#### San Carlos - Cartagena
| 7 de mayo de 2006, 11:00 | Cartagena                                      | 3:2 (2:1) | San Carlos                                    | Polideportivo de Cartagena, Guanacaste |                           |
|                          | - Bismark Espinoza 7' - Jorge Montero 43', 88' | Reporte   | - Ricardo Vargas 5' (t.l.) - Andy Furtado 62' | Árbitro(s): Ericka Vargas              | Árbitro(s): Ericka Vargas |

| 13 de mayo de 2006, 19:15 | San Carlos                                                           | 3:1 (1:0, 2:1) (3:1 t. s.)(Global 5:4) | Cartagena                | Estadio Carlos Ugalde, San Carlos, Alajuela |                               |
|                           | - Andy Furtado 9' - Moisés Lara 49' (a.g.) - Sandro Ruiz 111' (a.g.) | Reporte                                | - Geovanny Chavarría 46' | Árbitro(s): Alexandro Jiménez               | Árbitro(s): Alexandro Jiménez |

#### Final - ida
| 1     | POR   | Vladimir Villalta   | 75' |
| 2     | DEF   | Luigui Androvetto   |     |
| 5     | DEF   | Sandro Ruiz         |     |
| 3     | DEF   | Noel Cubillo        |     |
| 20    | DEF   | Deiby Pizarro       |     |
| 14    | MED   | Danny Rodríguez     |     |
| 7     | MED   | Jorge Montero       |     |
| 13    | MED   | Randy Córdoba       | 68' |
| 10    | MED   | Jorge González      |     |
| 9     | DEL   | Bismark Espinoza    |     |
| 17    | DEL   | José Antonio Torres | 82' |
| D. T. | D. T. | Benigno Guido       |     |

| 22    | POR   | Román Arrieta        |     |
| 12    | DEF   | José Alberto Rojas   |     |
| 3     | DEF   | Carlos Picado        |     |
| 4     | DEF   | Ronald Retana        |     |
| 19    | DEF   | Andrés Flores        |     |
| 2     | MED   | Michael Mora         |     |
| 7     | MED   | Greivin Arce         |     |
| 20    | MED   | Víctor Abelenda      | 89' |
| 8     | MED   | Leonardo Moreira     |     |
| 21    | DEL   | Andy Furtado         |     |
| 10    | DEL   | Ricardo Vargas       | 53' |
| D. T. | D. T. | Hernán Fernando Sosa |     |

| - | MED | Donald Mendoza | 68' |
|   | POR | Moisés Lara    | 75' |
|   | DEL | Rodolfo Molina | 82' |

| - | DEL | Gerardo Sibaja   | 53' |
|   | MED | Claudio Céspedes | 89' |

| 7' · 43' · 88' | Bismark Espinoza Jorge Montero | 1:1 2:1 3:2 |

| 5' · 62' | Ricardo Vargas Andy Furtado | 0:1 2:2 |

| Principal  | Ericka Vargas       |
| Asistentes | Leonel Leal         |
|            | José Manuel Pereira |

| 1     | POR   | Vladimir Villalta   | 75' |
| 2     | DEF   | Luigui Androvetto   |     |
| 5     | DEF   | Sandro Ruiz         |     |
| 3     | DEF   | Noel Cubillo        |     |
| 20    | DEF   | Deiby Pizarro       |     |
| 14    | MED   | Danny Rodríguez     |     |
| 7     | MED   | Jorge Montero       |     |
| 13    | MED   | Randy Córdoba       | 68' |
| 10    | MED   | Jorge González      |     |
| 9     | DEL   | Bismark Espinoza    |     |
| 17    | DEL   | José Antonio Torres | 82' |
| D. T. | D. T. | Benigno Guido       |     |

| 22    | POR   | Román Arrieta        |     |
| 12    | DEF   | José Alberto Rojas   |     |
| 3     | DEF   | Carlos Picado        |     |
| 4     | DEF   | Ronald Retana        |     |
| 19    | DEF   | Andrés Flores        |     |
| 2     | MED   | Michael Mora         |     |
| 7     | MED   | Greivin Arce         |     |
| 20    | MED   | Víctor Abelenda      | 89' |
| 8     | MED   | Leonardo Moreira     |     |
| 21    | DEL   | Andy Furtado         |     |
| 10    | DEL   | Ricardo Vargas       | 53' |
| D. T. | D. T. | Hernán Fernando Sosa |     |

| - | MED | Donald Mendoza | 68' |
|   | POR | Moisés Lara    | 75' |
|   | DEL | Rodolfo Molina | 82' |

| - | DEL | Gerardo Sibaja   | 53' |
|   | MED | Claudio Céspedes | 89' |

| 7' · 43' · 88' | Bismark Espinoza Jorge Montero | 1:1 2:1 3:2 |

| 5' · 62' | Ricardo Vargas Andy Furtado | 0:1 2:2 |

| Principal  | Ericka Vargas       |
| Asistentes | Leonel Leal         |
|            | José Manuel Pereira |

| 1     | POR   | Vladimir Villalta   | 75' |
| 2     | DEF   | Luigui Androvetto   |     |
| 5     | DEF   | Sandro Ruiz         |     |
| 3     | DEF   | Noel Cubillo        |     |
| 20    | DEF   | Deiby Pizarro       |     |
| 14    | MED   | Danny Rodríguez     |     |
| 7     | MED   | Jorge Montero       |     |
| 13    | MED   | Randy Córdoba       | 68' |
| 10    | MED   | Jorge González      |     |
| 9     | DEL   | Bismark Espinoza    |     |
| 17    | DEL   | José Antonio Torres | 82' |
| D. T. | D. T. | Benigno Guido       |     |

| 22    | POR   | Román Arrieta        |     |
| 12    | DEF   | José Alberto Rojas   |     |
| 3     | DEF   | Carlos Picado        |     |
| 4     | DEF   | Ronald Retana        |     |
| 19    | DEF   | Andrés Flores        |     |
| 2     | MED   | Michael Mora         |     |
| 7     | MED   | Greivin Arce         |     |
| 20    | MED   | Víctor Abelenda      | 89' |
| 8     | MED   | Leonardo Moreira     |     |
| 21    | DEL   | Andy Furtado         |     |
| 10    | DEL   | Ricardo Vargas       | 53' |
| D. T. | D. T. | Hernán Fernando Sosa |     |

| - | MED | Donald Mendoza | 68' |
|   | POR | Moisés Lara    | 75' |
|   | DEL | Rodolfo Molina | 82' |

| - | DEL | Gerardo Sibaja   | 53' |
|   | MED | Claudio Céspedes | 89' |

| 7' · 43' · 88' | Bismark Espinoza Jorge Montero | 1:1 2:1 3:2 |

| 5' · 62' | Ricardo Vargas Andy Furtado | 0:1 2:2 |

| Principal  | Ericka Vargas       |
| Asistentes | Leonel Leal         |
|            | José Manuel Pereira |

| 1     | POR   | Vladimir Villalta   | 75' |
| 2     | DEF   | Luigui Androvetto   |     |
| 5     | DEF   | Sandro Ruiz         |     |
| 3     | DEF   | Noel Cubillo        |     |
| 20    | DEF   | Deiby Pizarro       |     |
| 14    | MED   | Danny Rodríguez     |     |
| 7     | MED   | Jorge Montero       |     |
| 13    | MED   | Randy Córdoba       | 68' |
| 10    | MED   | Jorge González      |     |
| 9     | DEL   | Bismark Espinoza    |     |
| 17    | DEL   | José Antonio Torres | 82' |
| D. T. | D. T. | Benigno Guido       |     |

| 22    | POR   | Román Arrieta        |     |
| 12    | DEF   | José Alberto Rojas   |     |
| 3     | DEF   | Carlos Picado        |     |
| 4     | DEF   | Ronald Retana        |     |
| 19    | DEF   | Andrés Flores        |     |
| 2     | MED   | Michael Mora         |     |
| 7     | MED   | Greivin Arce         |     |
| 20    | MED   | Víctor Abelenda      | 89' |
| 8     | MED   | Leonardo Moreira     |     |
| 21    | DEL   | Andy Furtado         |     |
| 10    | DEL   | Ricardo Vargas       | 53' |
| D. T. | D. T. | Hernán Fernando Sosa |     |

| - | MED | Donald Mendoza | 68' |
|   | POR | Moisés Lara    | 75' |
|   | DEL | Rodolfo Molina | 82' |

| - | DEL | Gerardo Sibaja   | 53' |
|   | MED | Claudio Céspedes | 89' |

| 7' · 43' · 88' | Bismark Espinoza Jorge Montero | 1:1 2:1 3:2 |

| 5' · 62' | Ricardo Vargas Andy Furtado | 0:1 2:2 |

| Principal  | Ericka Vargas       |
| Asistentes | Leonel Leal         |
|            | José Manuel Pereira |

#### Final - vuelta
| 22    | POR   | Román Arrieta        |     |
| 12    | DEF   | José Alberto Rojas   |     |
| 3     | DEF   | Carlos Picado        |     |
| 4     | DEF   | Ronald Retana        |     |
| 2     | DEF   | Michael Mora         |     |
| 7     | MED   | Greivin Arce         | 69' |
|       | MED   | Claudio Céspedes     | 74' |
| 20    | MED   | Víctor Abelenda      |     |
| 8     | MED   | Leonardo Moreira     |     |
| 21    | DEL   | Andy Furtado         |     |
| 10    | DEL   | Ricardo Vargas       | 82' |
| D. T. | D. T. | Hernán Fernando Sosa |     |

| -     | POR   | Moisés Lara         |      |
| 2     | DEF   | Luigi Androvetto    |      |
| 3     | DEF   | Noel Cubillo        |      |
| 5     | DEF   | Sandro Ruiz         |      |
| 20    | DEF   | Deiby Pizarro       |      |
|       | MED   | Donald Mendoza      |      |
| 7     | MED   | Jorge Montero       |      |
|       | MED   | Darin Rodríguez     | 115' |
| 10    | MED   | Jorge González      |      |
|       | DEL   | Geovanny Chavarría  | 71'  |
| 17    | DEL   | José Antonio Torres |      |
| D. T. | D. T. | Benigno Guido       |      |

| -  | MED | Reyner Solano    | 69' |
| 19 | DEF | Andrés Flores    | 74' |
|    | DEL | Emanuel Esquivel | 82' |

| - | MED | Rodolfo Molina | 71'  |
|   | DEF | Ronald Reyes   | 115' |

| 9' · 49' (a.g.) · 111' (a.g.) | Andy Furtado Moisés Lara Sandro Ruiz | 1:0 2:1 3:1 |

| 46' | Geovanny Chavarría | 1:1 |

| Principal  | Alexandro Jiménez  |
| Asistentes | Alejandro Azofeifa |
|            | Luis Román         |

| 22    | POR   | Román Arrieta        |     |
| 12    | DEF   | José Alberto Rojas   |     |
| 3     | DEF   | Carlos Picado        |     |
| 4     | DEF   | Ronald Retana        |     |
| 2     | DEF   | Michael Mora         |     |
| 7     | MED   | Greivin Arce         | 69' |
|       | MED   | Claudio Céspedes     | 74' |
| 20    | MED   | Víctor Abelenda      |     |
| 8     | MED   | Leonardo Moreira     |     |
| 21    | DEL   | Andy Furtado         |     |
| 10    | DEL   | Ricardo Vargas       | 82' |
| D. T. | D. T. | Hernán Fernando Sosa |     |

| -     | POR   | Moisés Lara         |      |
| 2     | DEF   | Luigi Androvetto    |      |
| 3     | DEF   | Noel Cubillo        |      |
| 5     | DEF   | Sandro Ruiz         |      |
| 20    | DEF   | Deiby Pizarro       |      |
|       | MED   | Donald Mendoza      |      |
| 7     | MED   | Jorge Montero       |      |
|       | MED   | Darin Rodríguez     | 115' |
| 10    | MED   | Jorge González      |      |
|       | DEL   | Geovanny Chavarría  | 71'  |
| 17    | DEL   | José Antonio Torres |      |
| D. T. | D. T. | Benigno Guido       |      |

| -  | MED | Reyner Solano    | 69' |
| 19 | DEF | Andrés Flores    | 74' |
|    | DEL | Emanuel Esquivel | 82' |

| - | MED | Rodolfo Molina | 71'  |
|   | DEF | Ronald Reyes   | 115' |

| 9' · 49' (a.g.) · 111' (a.g.) | Andy Furtado Moisés Lara Sandro Ruiz | 1:0 2:1 3:1 |

| 46' | Geovanny Chavarría | 1:1 |

| Principal  | Alexandro Jiménez  |
| Asistentes | Alejandro Azofeifa |
|            | Luis Román         |

| 22    | POR   | Román Arrieta        |     |
| 12    | DEF   | José Alberto Rojas   |     |
| 3     | DEF   | Carlos Picado        |     |
| 4     | DEF   | Ronald Retana        |     |
| 2     | DEF   | Michael Mora         |     |
| 7     | MED   | Greivin Arce         | 69' |
|       | MED   | Claudio Céspedes     | 74' |
| 20    | MED   | Víctor Abelenda      |     |
| 8     | MED   | Leonardo Moreira     |     |
| 21    | DEL   | Andy Furtado         |     |
| 10    | DEL   | Ricardo Vargas       | 82' |
| D. T. | D. T. | Hernán Fernando Sosa |     |

| -     | POR   | Moisés Lara         |      |
| 2     | DEF   | Luigi Androvetto    |      |
| 3     | DEF   | Noel Cubillo        |      |
| 5     | DEF   | Sandro Ruiz         |      |
| 20    | DEF   | Deiby Pizarro       |      |
|       | MED   | Donald Mendoza      |      |
| 7     | MED   | Jorge Montero       |      |
|       | MED   | Darin Rodríguez     | 115' |
| 10    | MED   | Jorge González      |      |
|       | DEL   | Geovanny Chavarría  | 71'  |
| 17    | DEL   | José Antonio Torres |      |
| D. T. | D. T. | Benigno Guido       |      |

| -  | MED | Reyner Solano    | 69' |
| 19 | DEF | Andrés Flores    | 74' |
|    | DEL | Emanuel Esquivel | 82' |

| - | MED | Rodolfo Molina | 71'  |
|   | DEF | Ronald Reyes   | 115' |

| 9' · 49' (a.g.) · 111' (a.g.) | Andy Furtado Moisés Lara Sandro Ruiz | 1:0 2:1 3:1 |

| 46' | Geovanny Chavarría | 1:1 |

| Principal  | Alexandro Jiménez  |
| Asistentes | Alejandro Azofeifa |
|            | Luis Román         |

| 22    | POR   | Román Arrieta        |     |
| 12    | DEF   | José Alberto Rojas   |     |
| 3     | DEF   | Carlos Picado        |     |
| 4     | DEF   | Ronald Retana        |     |
| 2     | DEF   | Michael Mora         |     |
| 7     | MED   | Greivin Arce         | 69' |
|       | MED   | Claudio Céspedes     | 74' |
| 20    | MED   | Víctor Abelenda      |     |
| 8     | MED   | Leonardo Moreira     |     |
| 21    | DEL   | Andy Furtado         |     |
| 10    | DEL   | Ricardo Vargas       | 82' |
| D. T. | D. T. | Hernán Fernando Sosa |     |

| -     | POR   | Moisés Lara         |      |
| 2     | DEF   | Luigi Androvetto    |      |
| 3     | DEF   | Noel Cubillo        |      |
| 5     | DEF   | Sandro Ruiz         |      |
| 20    | DEF   | Deiby Pizarro       |      |
|       | MED   | Donald Mendoza      |      |
| 7     | MED   | Jorge Montero       |      |
|       | MED   | Darin Rodríguez     | 115' |
| 10    | MED   | Jorge González      |      |
|       | DEL   | Geovanny Chavarría  | 71'  |
| 17    | DEL   | José Antonio Torres |      |
| D. T. | D. T. | Benigno Guido       |      |

| -  | MED | Reyner Solano    | 69' |
| 19 | DEF | Andrés Flores    | 74' |
|    | DEL | Emanuel Esquivel | 82' |

| - | MED | Rodolfo Molina | 71'  |
|   | DEF | Ronald Reyes   | 115' |

| 9' · 49' (a.g.) · 111' (a.g.) | Andy Furtado Moisés Lara Sandro Ruiz | 1:0 2:1 3:1 |

| 46' | Geovanny Chavarría | 1:1 |

| Principal  | Alexandro Jiménez  |
| Asistentes | Alejandro Azofeifa |
|            | Luis Román         |

|                          |
| Campeón A. D. San Carlos |
| 4.to título              |

## Estadísticas

### Tabla de goleadores
Lista con los máximos anotadores de la temporada.
| Pos. | Jugador          | Equipo    | Goles |
| ---- | ---------------- | --------- | ----- |
| 1.º  | Alejandro Alfaro | Coto Brus | 21    |